# Quang Vĩnh
Quang Vĩnh là một xã thuộc huyện Đức Thọ, tỉnh Hà Tĩnh, Việt Nam.

## Địa lý
Xã Quang Vĩnh nằm ở phía đông bắc huyện Đức Thọ, có vị trí địa lý:
- Phía đông giáp thị xã Hồng Lĩnh
- Phía tây giáp xã Tùng Châu
- Phía nam giáp xã Bùi La Nhân và xã Yên Hồ
- Phía bắc giáp tỉnh Nghệ An.

Xã Quang Vĩnh có diện tích 9,27 km², dân số năm 2018 là 3.129 người, mật độ dân số đạt 338 người/km².

## Lịch sử
Địa bàn xã Quang Vĩnh hiện nay trước đây vốn là hai xã Đức Quang và Đức Vĩnh thuộc huyện Đức Thọ.
Trước khi sáp nhập, xã Đức Quang có diện tích 5,45 km², dân số là 1.928 người, mật độ dân số đạt 354 người/km². Xã Đức Vĩnh có diện tích 3,82 km², dân số là 1.201 người, mật độ dân số đạt 314 người/km².
Ngày 21 tháng 11 năm 2019, Ủy ban Thường vụ Quốc hội ban hành Nghị quyết số 819/NQ-UBTVQH14 về việc sắp xếp các đơn vị hành chính cấp xã thuộc tỉnh Hà Tĩnh (nghị quyết có hiệu lực từ ngày 1 tháng 1 năm 2020). Theo đó, sáp nhập toàn bộ diện tích và dân số của hai xã Đức Quang và Đức Vĩnh thành xã Quang Vĩnh.
Từ xa xưa trên địa bàn xã này có tuyến kênh Nhà Lê nối từ  kinh đô Hoa Lư đến Đèo Ngang đi qua, là tuyến đường thủy đầu tiên trong lịch sử Việt Nam và được coi là tuyến đường Hồ Chí Minh trên sông vì những đóng góp cho các cuộc chiến tranh của người Việt.